# Mittelbau-Dora koncentrationslejr
Dora-Mittelbau, også kendt som Dora-Nordhausen, ligger i det sydlige Harzen nord for byen Nordhausen i Thüringen. Stedet var en kz-lejr i Nazi-Tyskland. Lejren rummer i dag et museum.
Fra begyndelsen var Dora-Mittelbau en underafdeling af koncentrationslejren Buchenwald, men var ikke en egentlig udryddelseslejr. I 1943 begyndte fanger i Dora-Mittelbau at udvikle fabriksanlæg til V-1 og V-2 raketten. Disse anlæg var bygget i store tunneller inde i den nærliggende bjergkam, så de var beskyttede mod bomber fra allierede fly. Der var stor modvilje blandt fangerne mod at fremstille raketterne, og man forsøgte at trække alle processerne i langdrag. Mistanke om bl.a. den form for sabotage medførte dødsstraf, og omkring 200 fanger blev hængt på denne mistanke.
I 1944 overtog SS lejren og begyndte at fylde den med fanger fra de KZ-lejre, som måtte opgives pga. den russiske fremmarch. Fra at være en arbejdslejr, blev den nu overfyldt. I barakker, med plads til 100-150 fanger, stuvede SS nu op til 500 og da fanger i forvejen var afkræftede, så steg dødstallet voldsomt. Der døde ca. 20000 fanger i de 1½ år lejren var aktiv. Disse blev kremeret i lejrens krematorium og asken blev dynget op lige udenfor.
Oprindeligt blev V-2 raketten udviklet i Peenemünde, men efter de allierede havde bombet anlægget, måtte tyskerne i al hast finde et andet, og mere sikkert sted hvor man kunne videreføre produktionen.